# Dinamarca
"Dinamarca" er også ordet, der oversætter til "Danmark" på spansk, portugisisk, og mange andre relaterede sprog.
Dinamarca er en dansk animationsfilm fra 1995, der er instrueret af Elina Cullen efter eget manuskript.

## Handling
Filmen handler om den illusion, man har om tryghed, når resten af verden er ved at gå til i affald og forurening.